# Cerodontha obliqua
Cerodontha obliqua är en tvåvingeart som beskrevs av Zlobin 1993. Cerodontha obliqua ingår i släktet Cerodontha och familjen minerarflugor. Inga underarter finns listade i Catalogue of Life.